# Батлер, Николас Мюррей
Николас Мюррей Батлер (2 апреля 1862 — 7 декабря 1947) — американский теоретик и практик педагогики, политик, публицист, профессор.
С 1902 по 1945 год — в течение сорока трёх лет, — президент одного из крупнейших в США Колумбийского университета; республиканец, близкий друг Теодора Рузвельта, дважды (в 1920 и в 1928 годах) пытавшийся стать кандидатом в Президенты США от своей партии; автор множества трудов и собственной автобиографии, лауреат нобелевской премии мира 1931 года, которую получил за пацифистскую деятельность совместно с Джейн Аддамс.
В качестве президента Колумбийского университета был одним из главных распорядителей по завещанию Джозефа Пулитцера, согласно которому сначала, в 1912 году, при университете открылась третья в мире (после Парижской — 1899 год и Колумбийской, штат Миссури, — в 1908 году) Высшая школа журналистики, а чуть позже, в 1917 году , была учреждена Пулитцеровская премия, присуждаемая лучшим американским журналистам, а также видным творческим деятелям в области искусства. Премия стала одной из самых престижных в мире. Со дня основания премии и вплоть до своей отставки Николас Батлер был бессменным председателем Наградной комиссии Пулитцеровской премии, принимавшей порой довольно трудные решения о том, кто достоин её в прошедшем году.

## Биография
Американский педагог Николас Мьюррэй Батлер родился в городе Элизабет (штат Нью-Джерси), он был старшим из пяти детей текстильного промышленника Генри Батлера и Мэри Джоес Мьюррэй. По окончании частной и государственной школ в Патерсоне (штат Нью-Джерси) Батлер в 1878 году поступил в Колумбийский колледж, чтобы изучать право. Однако под влиянием Фредерика А. П. Барнарда он решил посвятить себя педагогике. Окончив колледж с отличием в 1882 году, Батлер продолжил изучение философии в Колумбии, где получил степень магистра в 1883 году, а степень доктора философии в 1884 году. Назначенная ему стипендия дала возможность провести год в университетах Берлина и Парижа.
В 1885 году Батлер вернулся в Колумбию адъюнкт-профессором философии. Через два года, продолжая преподавательскую деятельность, он стал президентом Ассоциации профессиональной подготовки — филантропической организации, которая покровительствовала ремесленному обучению в государственных школах. Под руководством Батлера в 1889 году организация открыла Нью-Йоркский колледж подготовки учителей, в 1892 году переименованный в Учительский колледж. В 1901 году между Учительским и Колумбийским колледжами были установлены творческие связи.
В 1890 году Батлер стал профессором философии, этики и психологии Колумбийского колледжа. Тогда же совет попечителей одобрил его план углублённого изучения естествознания и философии. Педагогика была включена в число академических университетских дисциплин.
В те годы Батлер стремился создать централизованную администрацию школьного образования, организовать обучение педагогике как науке. Будучи членом Совета по делам народного образования штата Нью-Джерси в 1887—1895 годах, он возглавил комитет образования. Усилиями Батлера ассоциация учителей была передана государственным органам, в учебные планы включено обучение ремеслам. Переехав в Нью-Йорк в 1894 году, Батлер сумел убедить законодательное собрание штата отменить школьные советы попечителей, которые, по его мнению, имели чисто политическое значение.
Организаторские способности Батлера помогли ему унифицировать систему образования в штате Нью-Йорк и создать комиссию по народному образованию. В соответствии с принятой в 1897 году Великой нью-йоркской хартией в городе появилась должность управляющего школами.
В 1890 году Батлер начал издавать Педагогическое обозрение, научный журнал для распространения передовых педагогических взглядов. Как член Национальной педагогической ассоциации и её руководитель в 1894—1895 годах. Батлер участвовал в создании Комитета десяти, цель которого состояла в объединении педагогов для изучения проблем среднего и высшего образования, и комитета по требованиям к поступающим в колледж. В 1900 году Батлер сыграл важнейшую роль в учреждении Совета по вступительным экзаменам в колледжах, являясь его первым секретарём, а с 1901 по 1914 год — председателем.
Во время поездок в Европу в 1880-х и 1890-х годах Батлер увлекся идеями борьбы за мир. Он выступал за ограничение вооружений и создание международного суда. Его речи были опубликованы в 1912 году под названием «Международный взгляд», ставшим популярным выражением среди интернационалистов.
В 1910 году Батлер убедил Эндрю Карнеги пожертвовать 10 млн долларов в Фонд международного мира (названный именем Карнеги). Батлер руководил в этом фонде отделом по образованию, а в 1925 году стал его президентом. Фонд Карнеги под руководством Батлера занимался восстановлением европейских библиотек после Первой мировой войны, поощрял культурные связи, финансировал преподавание курса международных отношений в колледжах.
Батлер способствовал заключению пакта Бриана — Келлога, осуждавшего войну как средство национальной политики.

## Семья
Николас Батлер был женат дважды. Его первая жена, на которой он женился в 1887 году и от которой у него родилась дочь, умерла в 1903 году. Во второй брак он вступил в 1907 году.